# Большая Хуху
Большая Хуху — река в России, протекает по территории Надымского района Ямало-Ненецкого автономного округа. Устье реки находится в 205 км по правому берегу реки Надым и является бывшим устьем притока Тыдэотта. Ранее Большая Хуху впадала в Надым на несколько километров ниже по течению. Длина реки — 65 км.

## Данные водного реестра
По данным государственного водного реестра России относится к Нижнеобскому бассейновому округу, водохозяйственный участок реки — Надым. Речной бассейн реки — Надым.
Код объекта в государственном водном реестре — 15030000112115300048924.